# Барон Эмптхилл
Барон Эмптхилл из Эмптхилла в графстве Бедфордшир — наследственный титул в системе Пэрства Соединенного Королевства. Он был создан 11 марта 1881 года для британского дипломата лорда Одо Рассела (1829—1884). Он был третьим сыном генерал-майора лорда Джорджа Рассела (1790—1846), второго сына Джона Рассела, 6-го герцога Бедфорда (1766—1839). Лорд Одо Уильям Леопольд Рассел был послом Великобритании в Германской империи (1871—1884).
Его сын, Артур Оливер Вильерс Рассел, 2-й барон Эмптхилл (1869—1935), занимал должности губернатора Мадраса (1899—1906) и временного вице-короля Индии (30 апреля — 13 декабря 1904). Его внук, Джеффри Дэнис Эрскин Рассел, 4-й барон Эмптхилл (1921—2011), был одним из девяноста избранных наследственных пэров, которые остались в Палате лордов после принятия Акта Палаты лордов 1999 года, где он является независимым депутатом. 
По состоянию на 2024 год носителем титула был сын последнего, Дэвид Уитни Эрскин Рассел, 5-й барон Эмптхилл (род. 1947), который стал преемником своего отца в 2011 году.

## Бароны Эмптхилл (1881)

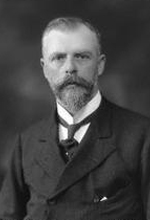
Артур Оливер Вильерс Рассел, 2-й барон Эмптхилл (1869—1935)

- 1881—1884: Одо Уильям Леопольд Рассел, 1-й барон Эмптхилл (20 февраля 1829 — 25 августа 1884), третий сын генерал-майора лорда сэра Джорджа Уильяма Рассела (1790—1846)[1]
- 1884—1935: Артур Оливер Вильерс Рассел, 2-й барон Эмптхилл (19 февраля 1869 — 7 июля 1935), старший сын предыдущего[2]
- 1935—1973: капитан Королевских ВМФ Джон Хьюго Рассел, 3-й барон Эмптхилл[англ.] (4 октября 1896 — 3 июня 1973), старший сын предыдущего[3]
- 1973—2011: Джеффри Дэнис Эрскин Рассел, 4-й барон Эмптхилл[англ.] (15 октября 1921 — 23 апреля 2011), единственный сын предыдущего от первого брака. Лорд-председатель комитетов в Палате лордов (1992—1994)[4]
- 2011 — настоящее время: Дэвид Уитни Эрскин Рассел, 5-й барон Эмптхилл (род. 27 мая 1947), старший сын предыдущего[5]
  - Наследник титула: достопочтенный Энтони Джон Марк Рассел (род. 10 мая 1952), младший брат предыдущего[6]
    - Наследник наследника: Уильям Одо Александр Рассел (род. 1986), единственный сын предыдущего[7].